# 율정중학교
율정중학교(栗亭中學校)는 대한민국 경기도 양주시 옥정동에 있는 공립 중학교이다.

## 학교 연혁
- 2024년 3월 1일 : 율정중학교 개교
- 2024년 3월 1일 : 초대 김위경 교장 취임
- 2024년 3월 4일 : 입학식(10학급 331명)

## 참고 자료
- 율정중학교 - 한국교육학술정보원 학교알리미